# 金家满族乡
金家满族乡 (ᡤᡳᠨ ᡤᡳᠶᠠ ᠮᠠᠨᠵᡠ ᡠᡴᠰᡠᡵᠠ ᡤᠠᡧᠠᠨ، ) 是中华人民共和国吉林省吉林市永吉县下辖的一个民族乡。

## 行政区划
金家满族乡下辖以下村级行政区划单位：
金家村、卢家村、任家村、何家村、伊勒门村、莲花村和五里河村。